# Pálmai Sándor
Pálmai Sándor (Esztergom, 1933. január 22. – Esztergom, 2011. augusztus 11.) labdarúgó, fedezet, a Dorogi FC Örökös Tagja.

## Pályafutása
1952-1964 között 252 alkalommal szerepelt az NB. I-es Dorogi Bányász csapatában középpályásként, 11 gólt szerzett. Tagja volt a Dorogi Aranycsapatnak, amellyel kupa-győztes volt a brüsszeli Húsvét Kupában, az olaszországi Rappan Kupában 2. helyezett és a Vidék Legjobbja. Szerepelt az utánpótlás válogatottban is. A sportpályafutása mellett felsőfokú raktárgazdálkodási képesítést szerzett. Dolgozott az esztergomi Szerszámgépgyárban, a Labor MIM üzemében és a Dorogi Szénbányáknál. 1988-ban vonult nyugdíjba.